# 沃肯達鎮區 (密蘇里州卡羅爾縣)
沃肯達鎮區（英語：Wakenda Township）是位於美國密蘇里州卡羅爾縣的一個行政鎮區。

## 地方資料
沃肯達鎮區的面積為84.19平方千米，當中陸地面積為82.01平方千米，而水域面積為2.18平方千米。根據2020年美國人口普查的數據，當地共有人口418人，而人口密度為每平方千米4.96人。